# Carlos Escobar (calciatore 1978)
Carlos Alberto Escobar Flores (La Ceiba, 27 febbraio 1978) è un calciatore honduregno, di ruolo portiere.

## Carriera

### Nazionale
Nel 2000 ha partecipato, insieme alla selezione honduregna, ai Giochi della XXVII Olimpiade a Sydney.